# Henderson (Nowy Jork)
Henderson – miasto w Stanach Zjednoczonych, w stanie Nowy Jork, w hrabstwie Jefferson.